# Иља Рјепин
Иља Јефимович Рјепин (рус. Илья́ Ефи́мович Ре́пин; Чугујев, 5. август 1844 — Кукала, 29. септембар 1930) био је руски сликар и вајар. Његови реалистички радови показивали су велику психолошку дубину и напетости унутар постојећег друштвеног поретка. У Совјетском Савезу двадесетих и тридесетих година 20. века његови радови су представљени као прогресивни модел и пример како треба да сликају остали сликари у Совјетском Савезу.

## Живот и рад

### Рани живот и почеци
Рјепин је у граду Чугујеву, у Харковској губернији Руског царства, у срцу историјске области Слобода Украјина. Његов отац, Јефим Васиљевич Рјепин (1804—1894) служио је у Уланском пуку Царске руске армије . Борио се у Руско-персијском рату (1826–1828), Руско-турском рату (1828–29) и Угарском походу (1849) . Када се његов отац повукао из војске, после двадесет седам година службе, постао је путујући трговац који је продавао коње. Његов отац је био украјинског козачког порекла. Рјепин је себе доживљавао као Руса. У каснијем животу Рјепин ће се ослањати на своје порекло за тему у делима као што су Запорошки козаци који пишу одговор турском султану.
Рјепинова мајка, Татјана Степановна Рјепина (рођена Бочарова) (1811—1880), такође је била ћерка војника локалног козачког пука. Имала је родбинске везе са племићима и официрима; Рјепини су имали шесторо деце и били су умерено добростојећи. Као дечак Рјепин се школовао у локалној школи у којој је предавала његова мајка.
Са једанаест година уписан је у месну школу топографије. Ова професија, повезана са снимањем и цртањем, сматрала се престижном у Чугујеву. Више је волео уметност него топографију, а када је имао тринаест година отац га је уписао у радионицу Ивана Бунакова, иконописца. Рестаурирао је старе иконе и сликао портрете угледних људи на локалном нивоу. Са шеснаест година, када је његов таленат постао познат и лако уочљив, постао је члан артела, односно задруге уметника, Друштва за подстицање уметника, које је путовало по Вороњешкој губернији ради сликања икона и зидних слика.
Рјепин је имао много веће амбиције. Октобра 1863. конкурисао је за пријем на Империјалну академију уметности у престоници Санкт Петербургу. Није успео при првом покушају, али је истрајао, изнајмио малу просторију у граду и похађао курсеве академског цртања. У јануару 1864. успео је да упише и било му је дозвољено да похађа наставу без накнаде.
На академији је упознао сликара Ивана Крамског, који му је постао професор и ментор. Када је Крамској основао први независни савез руских уметника, Рјепин је постао члан. Године 1869. одликован је златном медаљом друге класе за слику Јов и његова браћа. Насликао је портрет Вере Шевцове, своје будуће супруге.
Током осам година проведених у Академији, Рјепин је стекао много пријатеља. Међу њима су били Василиј Поленов, у чијој је кући уметник почетник увек био добродошао, и Марк Антоколски, који је из Вилњуса стигао у престоницу да би се школовао за вајара и касније написао: Убрзо смо се зближили, како само усамљени људи у туђини могу да приђу.  Године 1869. Рјепин је упознао уметничког критичара Владимира Стасова, који је дуги низ година био део Рјепиновог „ужег круга“. Крамског је сматрао својим непосредним ментором. После Крамскојеве смрти, Рјепин је написао мемоаре у којима је уметника назвао својим учитељем.

### Први успех
Гoдине 1870, са још двојицом уметника, Рјепин је отпутовао на реку Волгу да скицира пејзаже и студије бурлака, тегљача баржи (Рјепинова кућа у Тољатију и Рјепинов музеј на Волги обележавају ову посету). Када се вратио у Санкт Петербург, квалитет његових цртежа лађара на Волги донео му је поруџбину великог кнеза Владимира Александровича за велику слику на ту тему. Слика Бурлаци на Волги завршена је 1873. године. Следеће године добио је златну медаљу прве класе за слику Васкрсење Јаирове кћери, звање уметника првог степена и право на шестогодишње путовање у иностранство.
У мају 1872. оженио се Вером Алексејевном Шевцовом (1855-1917). Она му се придружила  на његовим путовањима, укључујући путовање у Самару, где је рођено њихово прво дете, Вера. Имали су још троје деце; Нађа, Јуриј и Татјана. Брак је био тежак, јер је Рјепин имао бројне афере, док је Вера бринула о деци. Били су у браку петнаест година.
У писму Стасову из 1872. Рјепин је написао: „Сада је сељак тај који је судија и зато је неопходно да заступа његове интересе. (За мене је баш то ствар, пошто сам и сам, као што знате, сељак, син пензионисаног војника који је служио двадесет седам тешких година у војсци Николаја I.)“  Године 1873. Рјепин је отпутовао у Италију и Француску са породицом. Његова друга ћерка Надежда рођена је 1874. године.

### Париз и Нормандија
Његова слика Бурлаци на Волги, приказана на Међународној изложби у Бечу, привукла му је прву међународну пажњу. То му је такође донело стипендију Академије лепих уметности која му је омогућила да направи продужену вишемесечну турнеју по Аустрији, затим Италији и коначно 1873. у Паризу. Изнајмио је стан на Монмартру у улици Верон 13 и малу гарсоњеру у поткровљу под мансардним кровом на броју 31 у истој улици.
Рјепин се споро навикавао на живот у Паризу, али је до краја останка у граду уметник почео да препознаје рад француских импресиониста, издвајајући Манеа.
У Паризу је остао две године. описао је људе које је сликао као „главне типове Парижана, у најтипичнијим окружењима“. Сликао је уличне пијаце и булеваре Париза, а посебно разнородна лица и костиме Парижана свих класа. Његово главно руско дело настало у Паризу било је Садко (1876), мистична алегорија подморског краљевства, која је укључивала елементе сецесије. Младој хероини је дао руско лице, окружено чудним и егзотичним окружењем. Писао је свом пријатељу грађанском Стасову: „Ова идеја описује моју садашњу ситуацију, а можда и ситуацију целе наше руске уметности“. Године 1876. Садко му је донео место у Руској академији ликовних уметности.
Био је у Паризу априла 1874, када је одржана прва изложба импресиониста. Године 1875. писао је Стасову о „слободи „импресионалиста“, Манеа, Монеа и осталих и њиховој инфантилној истинитости“. Године 1876. насликао је портрет своје супруге Вере у стилу портрета Берте Моризо Едуара Манеа, као почаст Манеу и Моризоу. Иако се дивио неким импресионистичким техникама, посебно приказима светла и боја, осећао је да њиховом раду недостаје морална или друштвена сврха, кључни фактор у његовој уметности.
Пратећи идеје импресиониста, провео је два месеца у Нормандији, сликајући пејзаже на отвореном. Године 1874–1876 учествовао је у Салону у Паризу. Године 1876. писао је секретару Руске академије уметности: „Рекли сте ми да не постанем „францизован“. Шта то говориш? Сањам само да се вратим у Русију и да радим озбиљно. Али Париз ми је био од велике користи, то се не може порећи.“

### Москва и Передвижници
Рјепин се вратио у Русију 1876. године. Следеће године му се родио син Јуриј. Те године се преселио у Москву и направио широк спектар радова укључујући портрете сликара Архипа Куинџија и Ивана Шишкина. Почео је да се ангажује у уметничком покрету Передвижници основаном у Санкт Петербургу 1863. године. Стил передвижника је био одлучно реалистичан, патриотски и политички ангажован, решен да раскине са класичним узорима и да створи специфично руску уметност. У њему су учествовали не само сликари, већ и вајари, писци и композитори.
- Скица за Верску процесију у Курској губернији (1878)
- Верска процесија у Курској губернији, 1880–1883, Третјаковска галерија
- Иван Грозни и његов син Иван, Третјаковска галерија (1885)
- Софија Алексејевна, Третјаковска галерија (1879)
- Нису га очекивали, Третјаковска галерија, (1884–1888)

Рјепин је створио низ великих историјских дела, укључујући Верску процесију у Курској губернији (1883), која је представљена на 12. годишњој изложбе Передвижника.Слика је била значајна и по изузетном броју реалистичних фигура, укључујући мрзовољне полицајце, уморне монахе, децу и просјаке, од којих је сваки изражавао живу личност. Сликар је такође је експериментисао са ефектима сунчеве светлости на отвореном, очигледно под утицајем импресиониста и његових студија на отвореном у Француској. Његово следеће велико дело у овом периоду било је Иван Грозни и његов син Иван. Ова слика, која приказује цара, са лицем пуним ужаса, непосредно након што је у лудом бесу убио свог сина скиптром, је изазвала скандал. Неки критичари су то видели као прикривену критику цара Александра III, који је брутално потиснуо опозицију након неуспелог покушаја атентата. Напала га је и једна фракција Передвижника, која га је сматрала превише сензационалистичком. Слика је два пута вандализован и на крају је, на царев захтев, уклоњена са поставке. Цар је преиспитао своју одлуку и слика је коначно враћена у изложбени простор.
Портрет цареве ћерке Софије Алексејевне једно је од његових најтрагичнијих историјских дела. Приказује ћерку цара Алексија која је постала регент у Русији након смрти свог оца, али је потом свргнута са власти 1689. и закључана у манастиру од стране њеног полубрата Петра Великог. Слика приказује њен бес док схвата како ће изгледати њен будући живот.
Нису га очекивали (1884-1888) је запажено и суптилно дело на историјске теме из тог периода, које приказује младог човека, бившег "народњака" или револуционара, изнемоглог и слабашног из затвора и изгнанства, који се неочекивано враћа својој породици. Причу причају различити изрази лица његове породице. и ситни детаљи, као што су портрети цара Александра III и омиљених руских песника на зиду.

### Рјепин и руски писци
Године 1880. Лев Толстој је дошао у Рјепинов мали студио у улици Бољшој Трубни у Москви да се упозна са сликарм. Ово се развило у пријатељство између 36-годишњег сликара и 52-годишњег писца које је трајало тридесет година до смрти Толстоја 1910. Рјепин је редовно посећивао Толстоја у његовој московској резиденцији и сеоском имању у Јасној Пољани. Насликао је серију портрета Толстоја у сељачкој одећи, радећи и читајући под дрветом у Јасној Пољани. Толстој је писао о Рјепиновој посети 1887: „Рјепин је дошао да ме види и насликао је леп портрет. Све више га ценим; он је живахна личност, приближава се светлости којој сви ми тежимо, укључујући и нас јадне грешнике.“ Током 1901. године Рјепин је насликао портрет босоногог Толстоја. Писац, који је ретко ишао бос, био је незадовољан што га је уметник приказао без ципела. Рекао је: Изгледа да ме Рјепин никада није видео босог. Једино што недостаје је да будете приказани без панталона. Рјепинов последњи одлазак у Јасну Пољану било је 1907. године, када је Толстој имао 79 година. Упркос својим годинама, Толстој је јахао са Рјепином, орао поља, чистио стазе, девет сати пешачио по селу, и успут говорио о филозофији и моралу. Рјепинови портрети Толстоја у сеоској одећи били су широко изложени и помогли су у изградњи Толстојевог легендарног имиџа. Два уметника су били пријатељи тридесет година.
Рјепин је такође насликао портрет књижевника Тургењева. Рад на портрету Тургењева био је толико тежак да су га истраживачи назвали „путовањем у агонији“.

### Рјепин и руски композитори
Поред портрета Толстоја и руских писаца, Рјепин је сликао портрете највећих руских композитора свог времена, Његове слике, као и слике Толстоја и других писаца, постале су саставни део имиџа ових уметника. Посебно је био познат његов портрет Модеста Мусоргског. Композитор је патио од алкохолизма и депресије. Рјепин га је сликао у четири седења, почевши четири дана пре његове смрти. Када је Мусоргски умро, Рјепин је приход од продаје слике искористио за подизање споменика композитору.
Његов портрет Михаила Глинке, композитора опере „Руслан и Људмила“ (1887) било је нетипично дело за Рјепинов сликарски опус. Насликано је након Глинкине смрти; Рјепин га никада није срео, а сликао је на основу цртежа и сећања других. Међу другим композиторима које је Рјепин сликао били су Александар Глазунов и Антон Рубенштајн, оснивач Музичког конзерваторијума у Санкт Петербургу.
Његова трећа ћерка, Татјана, рођена је 1880. Посећивао је уметнички круг Саве Мамонтова, који се окупљао у Абрамцеву, његовом имању у близини Москве. Ту је Рјепин упознао многе од водећих сликара тог времена, укључујући Василија Поленова, Валентина Серова и Михаила Врубела. Године 1882. он и Вера су се развели; и потом су одржали пријатељски однос.
Рјепинови савременици су често коментарисали његову посебну способност да у својим делима ухвати сељачки живот. У писму Стасову из 1876. Крамској је написао: „Рјепин је способан да прикаже руског сељака управо онаквим какав јесте. Знам многе уметнике који су сликали сељаке, неке од њих веома добро, али нико од њих се никада није приближио ономе што Рјепин ради.“ Лав Толстој је касније изјавио да Рјепин „осликава живот народа много боље од било ког другог руског уметника.“

### Одговор Запорошких козака
- Припремна скица, Третјаковска галерија (1878)
- Детаљ прелиминарне верзије (1880-1890)
- Одговор запорошких Козака отоманском Султану Мехмеду IV (1880-1891), Државни руски музеј Санкт Петербург (1880-1891)

Године 1883. путовао је по западној Европи са Владимиром Стасовим. Рјепинова слика Верска поворка у Курској губернији приказана је на једанаестој изложби Передвижника. Године 1886. путовао је на Крим са Архипом Куинђијем и правио цртеже и скице на библијске теме.
Током 1887. посетио је Аустрију, Италију и Немачку и повукао се из одбора Передвижника, насликао два портрета Лава Толстоја у Јасној Пољани и насликао Александра Пушкина на обали Црног мора (у сарадњи са Иваном Ајвазовским). Године 1888. путовао је у јужну Русију и на Кавказ, где је радио скице и студије потомака Запорошких козака.
Многи од Рјепинових најбољих портрета настали су 1880-их. Кроз представљање стварних лица, ови портрети изражавају богат, трагичан и пун наде дух тог периода. Његови портрети Алексеја Писемског (1880), Модеста Мусоргског (1881) и других настали током деценије постали су познати читавим генерацијама Руса. Сваки од њих је потпуно реалистичан, преноси пролазну, променљиву природу стања ума посматрача. Они дају интензивно оличење и физичког и духовног живота људи који су седели за њега.
Године 1887. посетио је Толстоја у Јасној Пољани, и насликао његов портрет, а затим кренуо на дуго путовање Волгом и Доном, у Козачке крајеве. Ово путовање му је дало материјал за његово најпознатије историјско дело, Одговор Запорошких козака. Слика приказује догађај из 1678. године, када се група козака забављала састављајући веома увредљиво писмо турском султану, ословљавајући га са „Велики имбецил“. Рјепин је радио на овој слици периодично између 1880. и 1891. године, стварајући изванредан ансамбл изражајних лица. Манекенке су, наиме, углавном биле професорице са Академије уметности. Завршен рад је био толико популаран да је насликао другу верзију. Године 1894. постао је шеф сликарске радионице на Академији ликовних уметности у Санкт Петербургу. На овој позицији остао је до 1905. године, када је поднео оставку у знак протеста због пуцања војске на гомилу демонстраната испред Зимског дворца у Санкт Петербургу. Рјепин описује 1905. као „годину катастрофе и срамоте“.
Године 1890. добио је поруџбину владе да ради на изради новог статута Академије уметности. Године 1891. иступио је из Передвижника у знак протеста против новог статута који је ограничавао права младих уметника. У Академији уметности одржана је изложба радова Рјепина и Шишкина, укључујући „Одговор Запорошких козака“.
Године 1892. одржао је самосталну изложбу у Историјском музеју у Москви. Године 1893. посетио је академске уметничке школе у Варшави, Кракову, Минхену, Бечу и Паризу да би посматрао и проучавао наставне методе. Провео је зиму у Италији и објавио своје есеје Писма о уметности.
Током 1894. почео је да предаје на Вишој уметничкој школи при Академији уметности, на којој је ту функцију обављао све до 1907. Године 1895. сликао је портрете цара Николаја II и принцезе Марије Тенишеве. Године 1896. присуствовао је Сверуској изложби у Нижњем Новгороду. Његове слике су биле изложене у Санкт Петербургу, на Изложби уметничких дела. Његове слике из ове године су Дуел и Дон Жуан и Дона Ана. Године 1897. поново се придружује Передвижницима, и на годину дана је постављен за ректора Више уметничке школе. Године 1898. путовао је у Свету земљу и насликао икону Ношење крста за руску православну катедралу Александра Невског у Јерусалиму. Године 1899. придружио се уређивачком одбору часописа Свет уметности, али је убрзо дао отказ.
Био је члан САНУ.

### Селидба у Финску
Године 1890. Рјепин је упознао Наталију Нордман (1863-1914), ћерку адмирала, која је постала његова ванбрачна жена. Она је била писац, феминисткиња, активисткиње за побољшање услова рада. Залагала се за једноставан живот близак природи. Године 1899. купио је земљиште у близини села Куокала, четрдесетак километара северно од Санкт Петербурга, и саградили су сеоску кућу, названу Пенати, која је постала његов дом наредних тридесет година. Тада се сеоска кућа налазила у Великом војводству Финској, у саставу Руског царства. око сат времена вожње возом од Санкт Петербурга. У почетку ју је користио само као летњиковац, али након што је дао отказ на Академији лепих уметности у Санкт Петербургу 1907. године, постао је његов стални дом и атеље. У објекту је било ексцентричних ентеријерских и архитектонских решења, укључујући студио прекривен пирамидалним кровом од фењера, пејзажну башту са „Пушкиновом алејом“ дрвећа, разнобојни музички киоск у египатском стилу и телескоп који је био усмерен на Фински залив. Приређивао је вегетаријанске доручке за своје госте (праксу коју је прилагодио од Толстоја) и пријеме средом. Његови гости у среду били су оперски певач Фјодор Шаљапин, писац Максим Горки, композитор Александар Глазунов, писац Александар Куприн; уметници Василиј Поленов, Исак Бродски и Николај Фечин као и песник Владимир Мајаковски, филозоф Василиј Розанов и научник Владимир Бехтерев.
Године 1900. водио је Нордмана на Светску изложбу у Париз, где је служио као сликарски судија. Посетили су Минхен, Тирол и Праг, Његову слику Get Thee Behind Me, Satan!! приказана је на 29. Изложби Передвижника. Године 1901. добио је од цара једну од својих највећих наруџби, за шездесет портрета чланова Државног савета. Наставио је рад на слици уз помоћ фотографија и двојице својих ученика. Једна од тема у серији био је Александар Керенски, руски политичар пре бољшевичког преузимања власти. Поред својих владиних налога, нашао је времена и за лаган рад на сасвим другу тему; слика из 1902–1903 под називом "Каква слобода!" приказујући двоје студената како плешу у таласима на плажи након завршетка испитивања.

### Револуција и разочарање
Мали покрети који су тежили ка демократији почетком 20. века инспирисали су Рјепина, придружио се Уставно-демократској партији, понуђен му је ранг државног саветника и позван да заузме место у Думи, националној скупштини. Направио је живописну слику прославе новог руског устава из 1905. године. Касније је насликао портрет новоизабраног руског председника Александра Керенског. Међутим, брутална репресија народних демонстрација испред Зимског дворца у Санкт Петербургу 1905. брзо га је разочарала, 1905. је назвао „годином катастрофе и срамоте“. Дао је оставку на професорско место на Академији ликовних уметности и усмерио се на сликарство.
Рјепин се посветио писању својих мемоара, које је завршио 1915. Посетио је Санкт Петербург да би видео изложбе, укључујући изложбу радова модернисте Кандинског из 1909. године. Рјепин није био импресиониран; описао је догађај и дела као „мочваре уметничке корупције”.
Године 1900. одвео је своју ванбрачну супругу Наталију Нордман на Светску изложбу у Париз, где је био део жирија. Посетио је Минхен, Тирол и Праг и насликао Наталију Нордман у тиролском шеширу и На сунцу: Портрет Надежде Рјепине. Године 1901. одликован је Орденом Легије части. Његова слика Get Thee Behind Me, Satan! била је приказана на 29. изложби 1902–1903 његова дела обухватају слике Свечани састанак Државног савета и Каква слобода!, преко четрдесет портретних студија, и портрети Сергеја Витеа и Вјачеслава фон Плевеа. Свечани састанак Државног савета био је најзахтевније дело које је наручио Рјепин, а захтевало је бројне претходне скице 100 приказаних саветника и помоћ двојице Рјепинових ученика.
Године 1904. одржао је говор на меморијалном скупу уметнику Василију Верешчагину. Насликао је портрет писца Леонида Андрејева и његово дело Смрт команданта козачког ескадрила Зиновјева. Направио је скице које приказују владине трупе које отварају ватру на мирне демонстрације 9. децембра 1905. Током 1905. Рјепин је учествовао у многим протестима против крвопролића и царских репресија, и покушао је да пренесе своје утиске о овим емоционално и политички набијеним догађајима на својим сликама.
Радио је и скице за портрете Максима Горког и Владимира Стасова и два портрета Наталије Нордман. Године 1907. дао је оставку на своје функције на Академији уметности, посетио Чугујев и Крим и писао о Владимиру Стасова. Године 1909. насликао је Гогоља који спаљује рукопис Другог дела мртвих душа, а 1910. портрете Петра Столипина и дечјег писца и песника Корнеја Чуковског.

### Рат, бољшевичка револуција и касније године
Избијање Првог светског рата 1914. донело је Рјепину низ неуспеха и трагедија. Његова супруга се разболела од туберкулозе и отишла на лечење у Локарно у Швајцарској. Одбила је помоћ породице и умрла у Швајцарској 1914. Затим, након октобарске бољшевичке револуције 1917. године, Финска је, укључујући Пенате, прогласила независност од Русије. Граница је затворена, а Рјепин је одбио да се врати у Русију. Окренуо се Финској за нове клијенте, сликајући велики групни портрет значајних финских лидера и уметника, укључујући архитекту Елиела Сааринена, композитора Жана Сибелијуса и будућег финског председника Карла Густава Манерхајма. Рјепин је на слику укључио приказ свог потиљка.
Године 1916. Рјепин је радио на својој књизи сећања, Далеко и близу, уз помоћ Корнеја Чуковског. Поздравио је ране фазе руске револуције фебруара 1917. Своју збирку дела руских уметника и сопствена дела поклонио је 1919. Финској националној галерији у Хелсинкију, а 1920. године почасне прославе рада Рјепина организовали су уметнички кругови у Финској. У периоду 1921–1922 насликао је Вазнесење пророка Илије и Христа и Марије Магдалене (Јутро Васкрсења).
По завршетку рата 1918. Рјепин је поново могао да путује. Године 1923. Рејпин је одржао самосталну изложбу у Прагу. Прославе су одржане 1924. у Куоккали поводом Рјепиновог 80. рођендана, а изложба његових радова одржана је у Москви. Године 1925. одржана је јубиларна изложба његових радова у Руском музеју у Лењинграду. Совјетски вођа у успону, Јосиф Стаљин, послао је делегацију совјетских уметника, укључујући бившег Рјепиновог ученика, Исака Бродског, да убеди Рјепина да се врати у Санкт Петербург, и да се одрекне боравка у Финској. Он није желео да живи под Стаљиновим режимом и одбио је предлог. Поклонио је три скице посвећене Револуцији 1905. и портрет Александра Керенског Музеју Револуције 1905. У Финској током 1928–29 наставио је рад на слици Хопак плес (Запорошки козаци плешу), започетој 1926, која је била последње дело на којем је радио. Рјепин је сликао уљем на линолеуму, јер није могао да добије довољно велико платно.
Рјепин је умро 1930. године и сахрањен је у Пенатима. После Другог светског рата територија Куокале је припојена Совјетском Савезу. Године 1948. преименован је у Рјепино, у његову част. Рјепинова кућа Пенати је постала музеј 1940. године.

## Портрети
Рјепин се посебно истакао у портретном сликарству. У својој каријери направио је више од три стотине портрета. Насликао је већину истакнутих политичких личности, писаца и композитора свог времена.
Током своје каријере Рјепин је упорно трагао за новим техникама и садржајем како би свом делу дао више пуноће и дубине. Рјепин је имао неколико омиљених тема и ограничен круг људи чије је портрете сликао. Али имао је дубок осећај сврхе у својој естетици и имао је велики уметнички дар да осети дух тог доба и његов одраз у животима и карактерима појединаца. Рјепинова потрага за истином и идеалом водила га је у различитим уметничким правцима, под утицајем скривених аспеката друштвених и духовних искустава као и националне културе. Као и већина руских реалиста свог времена, Рјепин је често заснивао своја дела на драматичним сукобима, извученим из савременог живота или историје. Такође је користио митолошке слике са јаким осећајем сврхе; неке од његових религиозних слика су међу његовим највећим делима.

## Рјепин и Украјина
Иља Рјепин је до краја живота покушавао да одржи везу са својим родним градом и Слободом Украјином, а украјински мотиви су заузимали важно место у стваралаштву уметника.
Од 1870-их до 1880-их посетио је Чугујева и прикупио материјал за своја будућа дела. Ту је насликао Архиђакона.
Рјепинов музеј у његовом родном месту Чугејев представља предмете и дела из његовог раног живота у Украјини.
- Човек са лошим оком (1876)
- Украјинка поред ограде (1876)
- Село Мохначи код Чугујева (1877)
- Портрет М. Мурашка (1877)
- Одговор Запорошких козака (1880–1891, две верзије: Санкт Петербург и Харков)
- Вечерњици (1881)
- Украјинска сељанка (1886)
- Портрет Тараса Шевченка (1888)
- Хајдамака (1902)
- Козаци на Црном мору (1908)
- Прометеј (1910, по песми Т. Шевченка)
- Хопак (1930)

Илустровао је одређена књижевна дела, попут остварења Николаја Гогоља.
Подржавао је бројне сликаре, Мурашкове уметничке школе у Кијеву, М. Рајевску-Иванову у Харкову и Уметничку школу у Одеси.
У једном од својих последњих писама написао је: „љубазни, драги сународници [... ] Молим вас да верујете у смисао моје привржености и бескрајног жаљења што не могу да се преселим да живим у слаткој, радосној Украјини [... ] Волим те од детињства, Иља Рјепин". Сликара је сахрањен поред „Чугујевског брда“, места на крају његовог имања у Пенатима.

## Стил и техника
Рјепин је упорно трагао за новим техникама и садржајем како би свом делу дао више пуноће и дубине. Он је имао дубок осећај сврхе у својој естетици и имао је велики уметнички дар да осети дух тог доба и његов одраз у животима и карактерима појединаца.  Рјепинова потрага за истином и идеалом водила га је ка различитим уметничким правцима, под утицајем скривених аспеката друштвених и духовних искустава као и националне културе. Као и већина руских реалиста свог времена, Рјепин је често заснивао своја дела на драматичним сукобима, извученим из савременог живота или историје. Такође је користио митолошке слике са јаким осећајем сврхе; неке од његових религиозних слика су међу његовим највећим.

Његов сликарски метод је био супротан општем приступу импресионизма. Слике је стварао полако и пажљиво. Они су били резултат помног и детаљног проучавања. Никада није био задовољан својим радовима, а често је сликао више верзија, у годинама размака. Такође је стално мењао и прилагођавао своје методе како би добио ефикаснији распоред, груписање и колористичку моћ. Рјепинов стил портретисања је био јединствен, али је нешто дуговао утицају Едуара Манеа и Дијега Веласкеза.

## Наслеђе
Рјепин је био први руски уметник који је постигао европску славу користећи специфично руске теме. Његова слика из 1873. Бурлаци на Волги, радикално другачија од ранијих руских слика, учинила га је вођом новог покрета критичког реализма у руској уметности. Одабрао је природност и карактер уместо академског формализма. Тријумф овог дела био је свеопшти. Хвалили су га савременици попут Владимира Стасова и Фјодора Достојевског. Слике показују његово осећање личне одговорности за тежак живот обичних људи и судбину Русије.
Његова дела су излагана у Београду 1930. и 1986. године. У организацији САНУ је 2019. године одржан научни скуп, поводом 175 година рођења сликара. Његова дела налазе се у Народном музеју Србије и Војном музеју у Београду.

## Галерија
- Одабране слике Иља Рјепина
- Паришки кафић, Музеј авангардне уметности, Москва, 1875.
- Украјинка, Летонски национални музеј уметности, 1876.
- Модест Мусоргски, Третјаковска галерија, Москва 1881.
- Забава, 1883.
- Вилини коњиц - Рјепинова ћерка Вера, дванаест година, 1884.
- Велики кнез бира младу, 1885.
- Портрет Лава Толстоја, 1887.
- Свети Никола у Ликији, 1889.
- Портрет Мендељејева
- Портрет писца Александра Жиркевича 1894.
- Цар Николај II, 1896.
- Церемонијално заседање државног савета, 1900.
- Скица за портрет Сергеја Витеа, првог премијера нове руске владе, 1903.
- Пушкин рецитује своју поему пред старим Державином, 1911.
- 17. октобар 1905.
- Портрет Софи Ментер, пијанисте и професорке музике на Конзерваторијуму у Санкт Петербургу
- Скица Константина Победоносца
- Афанасиј Фет
- Владимир Стасов
- Алексеј Писемски